# Колосок (мультфільм)
«Колосок» — анімаційний фільм 1982 року Творчого об'єднання художньої мультиплікації студії Київнаукфільм, режисер — Леонід Зарубін.

## Сюжет
Екранізація відомої народної казки про працьовитого півника і двох ледачих мишенят, які знайшли пшеничний колосок...

## Над мультфільмом працювали
- Режисер: Леонід Зарубін
- Автор сценарію:
- Композитор:
- Художник-постановник:
- Оператор:
- Звукорежисер: Ігор Погон